# Kar Darreh
Kar Darreh (persiska: كر درّه, گَردَرَق, كُردَرِّه, كُر دَرَق) är en ort i Iran.   Den ligger i provinsen Zanjan, i den nordvästra delen av landet, 260 km väster om huvudstaden Teheran. Kar Darreh ligger 2 032 meter över havet och antalet invånare är 127.
Terrängen runt Kar Darreh är kuperad åt sydväst, men åt nordost är den platt.Runt Kar Darreh är det ganska glesbefolkat, med 34 invånare per kvadratkilometer. Närmaste större samhälle är Solţānīyeh, 14,3 km öster om Kar Darreh. Trakten runt Kar Darreh består i huvudsak av gräsmarker.